# Glory Leppänen

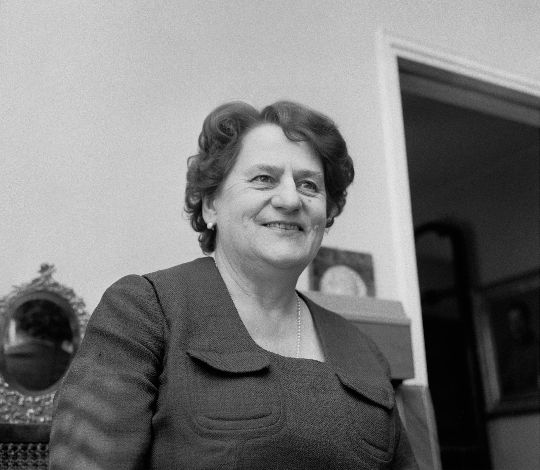
Glory Leppänen en 1965

Glory Leppänen (28 de noviembre de 1901 – 26 de octubre de 1979) fue una actriz, directora y autora finlandesa.

## Biografía
Su verdadero nombre era Glory Renvall, y nació en París, Francia, siendo sus padres Aino Ackté y Heikki Renvall, y su hermano Mies Reenkola. Leppänen cursó estudios en la Escuela Suomen Näyttämöopisto, tras lo cual trabajó en el Teatro nacional de Finlandia desde 1922 a 1936. Leppänen mejoró su formación estudiando dirección en la Academia de Teatro de Max Reinhardt en Viena en 1934. Antes del inicio de la Guerra de Invierno, ella trabajó como directora en el teatro de la ciudad de Víborg. En el otoño de 1940 se mudó al Teatro de Pori.
Además de su trabajo como directora teatral, Leppänen fue asignada para trabajar en verano en hospitales de campaña en Carelia Este. Tres años más tarde, en 1943, Leppänen se convirtió en directora del Teatro de Tampere, dirigiendo 54 producciones en los siguientes seis años. Posteriormente regresó a Helsinki, ejerciendo la función de directora en el Helsingin Kansanteatteri entre 1949 y 1951.
Glory Leppänen también actuó en varias producciones cinematográficas, y dirigió una, Onnenpotku (1936), la primera película finlandesa realizada por una mujer. La cinta, producida por Suomen Filmiteollisuus, fue transferida a Leppänen cuando Erkki Karu, director general de la productora, falleció súbitamente, y Toivo Särkkä, que ocupaba su lugar, no estaba todavía bastante preparado para las tareas directivas. Antes de Onnenpotkua, Leppänen había actuado en las películas mudas Runoilija muuttaa (1927) y Rovastin häämatkat (1931).
Glory Leppänen falleció en Helsinki, Finlandia, en el año 1979. Había estado casada desde 1924 con el actor Aarne Leppänen, el cual murió en 1937. 

## Escritos
- 1962 : Tulesta tuhkaksi
- 1963 : Punainen Fiat BA 777
- 1964 : Kärpät saalistavat
- 1966 : Arkkipiispan perhe ja Aino Ackté
- 1966 : Eski on kuollut
- 1967 : Pääosassa kuolema
- 1971 : Elämäni teatteria

## Filmografía

### Actriz
- 1922 : Anna-Liisa
- 1927 : Runoilija muuttaa
- 1931 : Rovastin häämatkat

### Directora
- 1936 : Onnenpotku

### Guionista
- 1965 : Aivasteleva aviomies